# 生野山古墳群
生野山古墳群（なまのやまこふんぐん）は、埼玉県美里町および本庄市にある古墳群。
本庄市と美里町にまたがる東西2.5キロ、南保期1.5キロの細長い生野山丘陵に、5世紀前半から7世紀にかけて築造された。
1960年（昭和33年）からゴルフ場建設に伴い調査が始められ、昭和47年には保存不可能な円墳14基が発掘された。

## 主な古墳
- 生野山将軍塚古墳
直径60メートル、高さ7メートルの円墳。墳頂に粘土槨、墳裾に箱式石棺が造られていた。粘土槨から鉄片、石棺から鉄剣、有肩鉄斧、鉄製鎌出土。5世紀中頃の築造。
- 生野山銚子塚古墳
墳頂58メートルの前方後円墳で、前方部を西に向けている。6世紀前半の築造。
- 物見塚古墳
直径42メートル、長さ11メートルの造り出しのある円墳。墳頂に標高139.1メートルの三角点が設置されている。5世紀前半の築造。